# 서울시립교향악단
서울시립교향악단(서울市立交響樂團, Seoul Philharmonic Orchestra)은 대한민국의 대표적인 관현악단이다.
서울시향은 한국에서 가장 오래된 관현악단으로 1945년 고려교향악단을 모태로 하며 창단 이후 다양한 활동을 펼치고있다.

## 역사
1945년 10월에 창단된 고려교향악단이 그 모체였으나 3년 뒤 해산되었고, 1948년 말에 고려교향악단과 서울관현악단 단원들로 새로 구성한 서울교향악단이 발족되었다. 하지만 한국전쟁 발발로 인해 다시 해산되었고, 이때 악기와 악보 상당수가 소실되고 일부 단원들은 월북 혹은 납북됐다.
1950년 11월에 생존 단원들을 중심으로 해군 측의 주선 아래 해군정훈음악대라는 명칭으로 재건되었으며, 종전 후인 1954년에는 해군교향악단으로 개명되었다. 해군교향악단은 1957년 8월에 서울시로 이관되어 민간 관현악단이 되었고, 현재 명칭으로 바뀌었다. 1975년에는 단원을 대폭 증원해 4관 편성의 대규모 관현악단으로 확대했으며, 1978년에는 악단 운영권을 서울시 측에서 세종문화회관 측으로 이관했다. 1999년 재단법인이 된 세종문화회관 측의 전속 악단이 되어 서울시 교향악단으로 개명되기도 했으나, 운영권과 단원 오디션 문제 등으로 인해 세종문화회관 측과 갈등을 빚어 파업 사태가 발생하기도 했다. 사설 관현악단인 서울 필하모닉 오케스트라(구 뉴서울 필하모닉 오케스트라)와는 영문 명칭의 동일함을 이유로 법정 소송이 빚어지기도 했다. 2005년 6월에 악단 자체가 재단법인화 되면서 다시 현재의 이름으로 바뀌어 운영되고 있다.
주요 공연장은 예술의전당 콘서트홀이며, 이외에도 세종문화회관 대극장, 롯데콘서트홀에서도 공연하고 있다.

## 재단법인화
2006년에 정명훈 취임 이후 단원 재편성과 함께 정기연주회 프로그램으로 마스터피스 시리즈, 익스플로러 시리즈, 명협주곡 시리즈, 아르스 노바, 실내악 시리즈로 세분화되었다. 2006년에 베토벤 시리즈, 2007년에 브람스 시리즈, 2010년부터 2011년에 걸쳐 말러 시리즈로 주요 교향악 작곡가들의 교향곡 전곡을 연주를 하여 한국의 오케스트라를 발전시켰다.
서울시립교향악단은 해군교향악단 시절인 1957년에 구 남베트남과 중화민국, 홍콩 등지에서 순회 공연을 가졌으며, 서울시립교향악단이 된 뒤에는 동남아시아(1977), 미국(1982 & 1986), 유럽(1988, 2010, 2011, 2014, 2018), 북미(2012), 러시아(2019), 등 순회 공연을 가졌다. 또한 최근에는 러시아(2019)로 순회공연을 했으며, 그 투어는 당시 예술감독직이 공석인 이유로 수석객원지휘자인 마르쿠츠 슈텐츠가 같이 순회했다. 그외에도 2004년 10월에는 아시아 오케스트라 위크에 한국 대표 관현악단으로 참가, 도쿄와 오사카에서 공연하기도 했다. 또한 2014년 유럽투어때 BBC 프롬즈에서 동양 오케스트라중 NHK 교향악단에 이어 2번째로 참여를 하여 화제가 되기도 하였다.

## 역대 지휘

### 역대 예술감독 겸 상임지휘자
1. 김생려(1948-1961)
2. 김만복(1961-1969)
3. 원경수(1970-1971 & 1994-1996),
4. 故정재동(1974-1990)
5. 박은성(1990-1991)
6. 마르크 에름레르(2000-2002)
7. 곽승(2002-2004)
8. 정명훈(2006-2015)
9. 오스모 벤스케(2020-2023)
10. 얍 판 츠베덴 (2024-)

### 수석객원지휘자
1. 마르쿠스 슈텐츠 (2017-2021)
2. 티에리 피셔 (2017-2020)

### 부지휘자
1. 박은성 (1984-1989)
2. 성시연 (2009-2013)
3. 최수열 (2013-2017)
4. 윌슨 응 (2019-2022)
5. 데이비드 이 (2020-)
6. 피터 빌로엔 (2024-)

객원지휘자로는 세계적인 지휘자인 로린 마젤, 샤를르 뒤투아, 만프레드 호네크, 크리스토프 에셴바흐, 프랑수와-자비에-로스, 와타나베 아키오, 아사히나 다카시, 요엘 레비, 장-클로드 카자드슈, 제임스 저드, 헤수스 로페스-코보스, 유카-페카 사라스테, 엘리아후 인발, 겐나디 로제스트벤스키, 안토니 위트, 오스모 벤스케, 미코 프랑크, 마크 위글스워스 등의 명장들이 객원으로 지휘하고  임원식, 정치용, 구자범, 이동호, 박태영, 김홍재, 스코트 유 등의 한국 혹은 한국계 지휘자들과도 합을 마쳤다.